# Condado de Stevens (Washington)
O Condado de Stevens é um dos 39 condados do estado americano de Washington. A sede de condado é Colville, e sua maior cidade é Colville. O condado possui uma área de 6,580 km², uma população de 40,066 habitantes, e uma densidade populacional de 6 hab/km² (segundo o censo nacional de 2000).